# Bilel Aït Malek
Bilel Aït Malek, né le 19 août 1996 à Saint-Denis en Seine-Saint-Denis, est un footballeur international tunisien qui évolue principalement en tant qu'ailier gauche au Club africain.

## Carrière

### Parcours et débuts
Aït Malek commence son parcours dans le football en France, débutant dans le club de la ville de Villetaneuse avant de se former au Racing Club de Lens, où il passe cinq saisons où il connait les équipes jeunes jusqu'à devenir un membre clé des moins de 19 ans alors que la plupart de ses coéquipiers sont plus âgés et de nombreux cadors européens commence à s'intéresser à lui. Une blessure au ménisque l'éloigne des terrains pendant un certain temps, mais il reprend en National 2 avec le Tarbes Pyrénées Football.

### Exil en Europe
Le 1er août 2018, après avoir connu la relégation avec le Tarbes PF, Bilel Aït Malek signe un contrat d'un an avec le club du FK Vereya Stara Zagora. Ce transfert lui permet de rejoindre un nouveau championnat et de poursuivre sa carrière en Bulgarie. À la mi-saison, le club occupe la dernière place du championnat avec aucune victoire et il le quitte en signant un contrat avec le leader de la Liga II roumaine, le CS Sportul Snagov (en) le 20 février 2019.

### Passage en Tunisie
En 2019, il signe au Stade tunisien. En octobre 2021, après la relégation du club, il est prêté jusqu'en fin de saison au Eastern Company SC (en) en Égypte. Il y connait la relégation pour la troisième fois de sa carrière.
De retour de prêt, il signe à l'été 2022 en faveur de l'Olympique de Béja.

### Lyon-La Duchère
En janvier 2023, libre de tout engagement depuis la résiliation de son contrat avec l’Olympique de Béja, le milieu de terrain s'engage avec Lyon-La Duchère qui évolue en National 2. En fin de saison et malgré une cinquième place au championnat, le club est rétrogradé et il quitte le club.

### Retour en Tunisie
Le 30 septembre 2023, il revient en Tunisie en signant pour l'Union sportive monastirienne avec qui il termine vice-champion de Tunisie en fin de saison.
En juillet 2024, après avoir tapé dans l'œil de David Bettoni, Aït Malek signe un contrat de deux ans avec le Club africain.